# Biperyden
Biperyden (łac. Biperidenum) – lek cholinolityczny, blokujący receptory muskarynowe. Zwiększa ilość dopaminy w układzie nerwowym i tym samym zmniejsza objawy choroby Parkinsona: hamuje sztywność mięśni, pocenie się, nadmierne wydzielanie śliny i łojotok. Biologiczny okres półtrwania wynosi 23–36 godzin.

## Wskazania
- choroba Parkinsona
- objawy choroby Parkinsona spowodowane innymi chorobami układu krążenia
- polekowa niezborność ruchów
- zaburzenia ruchowe pozapiramidowe

## Przeciwwskazania
- nadwrażliwość na lek
- jaskra z wąskim kątem przesączania
- choroby jelit
- przerost gruczołu krokowego
- padaczka
- zaburzenia rytmu serca

## Działania niepożądane
- zaburzenia świadomości i pamięci
- zmęczenie
- bóle i zawroty głowy
- zaburzenia widzenia
- przyspieszenie czynności serca
- zaburzenia w oddawaniu moczu
- zmniejszona potliwość
- skórne objawy alergiczne

## Preparaty
- Akineton – roztwór do wstrzykiwań 5 mg/ml, tabletki 2 mg

## Dawkowanie
Dawkę oraz częstotliwość przyjmowania leku ustala lekarz – zwykle początkowo dorośli z chorobą Parkinsona 1 mg dwa razy na dobę, stopniowo zwiększając dawki. Kończąc leczenie, należy stopniowo zmniejszać dawki.